# Girls (grupo)
Girls foi um girl group brasileiro de música pop que  consistia em cinco integrantes: Ani Monjardim, Bruna Rocha, Nega (Carol Ferreira), Jeniffer Nascimento e Natasha Piva. Formado em 2013 através do programa Fábrica de Estrelas, transmitido pela rede de televisão por assinatura Multishow. O primeiro álbum do grupo, o homônio Girls, foi lançado em 3 de setembro pela Sony Music, trazendo a participação de Negra Li, Mika, Aggro Santos e Suave, além de composições dos integrantes do NX Zero Gee Rocha e Di Ferrero. O primeiro single, "Monkey See Monkey Do" foi lançado em julho, sendo que em agosto é liberado o segundo lançamento do grupo, "Acenda a Luz", chegando a posição vinte e dois das músicas mais tocadas do Brasil. Já o terceiro single, "Ramón", chegou às rádios em 15 de dezembro. Do disco também foi retirado o single promocional "Shake Shake". Ao todo foram 10 mil cópias vendidas.
Em 30 de janeiro de 2014 foi anunciado o fim do grupo em meio uma grande polêmica, devido a própria Sony Music afirmar não ter mais interesse em investir no trabalho das meninas.

## História

### 2012–13: Formação
Em 3 de março de 2012, o produtor Rick Bonadio revelou em entrevista para à Folha de S. Paulo que havia fechado uma parceria com a Sony Music e a produtora Floresta para lançar um reality show nos mesmos moldes do Popstars. O intuito seria formar um grupo feminino de música pop com cinco garotas com personalidades distintas, inspirado no sucesso do Rouge e das Spice Girls, onde elas cantariam e dançariam. Em 31 de outubro são abertas inscrições no site do Multishow para o programa, o Fábrica de Estrelas, para que meninas de 18 a 24 anos, onde deveriam enviar um vídeo cantando uma música de livre escolha até 30 de novembro. Ao todo foram 4 mil inscritas das quais, durante a primeira fase, foram escolhidas apenas 120 garotas através dos vídeos. Na segunda fase as selecionadas foram divididas em quatro grupos e passaram por um teste de dança com a música "Run the World (Girls)", de Beyoncé, além de um teste vocal. Desta seleção apenas 25 garotas ficaram no programa. Após serem divididas em cinco grupos condizentes com suas personalidades – Princesa, Moleca, Guerreira, Sexy e Surpresa – as garotas passaram por uma etapa onde deveriam aprender e gravar a canção inédita "Monkey See Monkey Do", de onde apenas 20 continuaram.
Durante a quarta etapa as garotas passaram por um workshop de expressão corporal, onde cantaram músicas condizentes ao tema pedido pela preparadora, e aulas de dança, sendo que apenas 15 garotas seguiram. Durante a quinta etapa as selecionadas entraram em estúdio para gravar a faixa "Monkey See Monkey Do" de forma profissional, além de uma faixa acústica escolhida pelas próprias, sendo que dessas, apenas 10 continuaram. Na sexta etapa as semi-finalistas passaram pelos testes de vídeo e fotografia, de onde  duas participantes deixaram o programa. As 8 finalistas do programa passaram alguns meses em casa para executar melhorias pedidas, sendo que no retorno as garotas entraram em estúdio para gravar a inédita "Acenda a Luz", além de se apresentar para o presidente da Sony Music. Na final do programa, as finalistas se apresentaram no palco de um teatro em diversas combinações diferentes de cinco garotas para os jurados cantando as faixas "Monkey See Monkey Do" e a nova "Shake Shake". No fim as escolhidas para integrar o grupo foram Ani Monjardim, Bruna Rocha, Nega (Carol Ferreira), Jeniffer Nascimento e Natascha Piva.
| Apresentações no Fábrica de Estrelas | Apresentações no Fábrica de Estrelas         | Apresentações no Fábrica de Estrelas         | Apresentações no Fábrica de Estrelas         | Apresentações no Fábrica de Estrelas         | Apresentações no Fábrica de Estrelas         |
| Etapa                                | Canção                                       | Canção                                       | Canção                                       | Canção                                       | Canção                                       |
| Etapa                                | Ani Monjardim                                | Bruna Rocha                                  | Nega                                         | Jeniffer Nascimento                          | Natascha Piva                                |
| ------------------------------------ | -------------------------------------------- | -------------------------------------------- | -------------------------------------------- | -------------------------------------------- | -------------------------------------------- |
| 1ª fase (Vídeo)                      | "Hurt"/"Die in Your Arms"/"Fuckin' Perfect"  | "Give Your Heart a Break"                    | "João de Barro"                              | "Listen"                                     | "It Will Rain"                               |
| 2ª fase                              | "Fuckin' Perfect"                            | "Lilás"                                      | "João de Barro"/"Fala Mal de Mim"            | "I Have Nothing"/"Ela É Top"                 | "If I Ain't Got You"                         |
| 3ª fase                              | "Monkey See Monkey Do"                       | "Monkey See Monkey Do"                       | "Monkey See Monkey Do"                       | "Monkey See Monkey Do"                       | "Monkey See Monkey Do"                       |
| 4ª fase                              | "Chalana"                                    | "Estrada do Sol"                             | "Como Nossos Pais"                           | "Hero"                                       |                                              |
| 5ª fase                              | "Monkey See Monkey Do"                       | "Monkey See Monkey Do"                       | "Monkey See Monkey Do"                       | "Monkey See Monkey Do"                       | "Monkey See Monkey Do"                       |
| 5ª fase                              | "Meu Erro"                                   | "Os Outros"                                  | "Boa Sorte/Good Luck"                        | "Um Anjo Veio Me Falar"                      | "Eu Não Vou"                                 |
| 6ª fase                              | Apenas audição de dança e expressão corporal | Apenas audição de dança e expressão corporal | Apenas audição de dança e expressão corporal | Apenas audição de dança e expressão corporal | Apenas audição de dança e expressão corporal |
| Final                                | "Acenda a Luz"                               | "Acenda a Luz"                               | "Acenda a Luz"                               | "Acenda a Luz"                               | "Acenda a Luz"                               |
| Final                                | "Monkey See Monkey Do"/"Shake Shake"         |                                              |                                              |                                              |                                              |

### 2013–14:Girlse separação

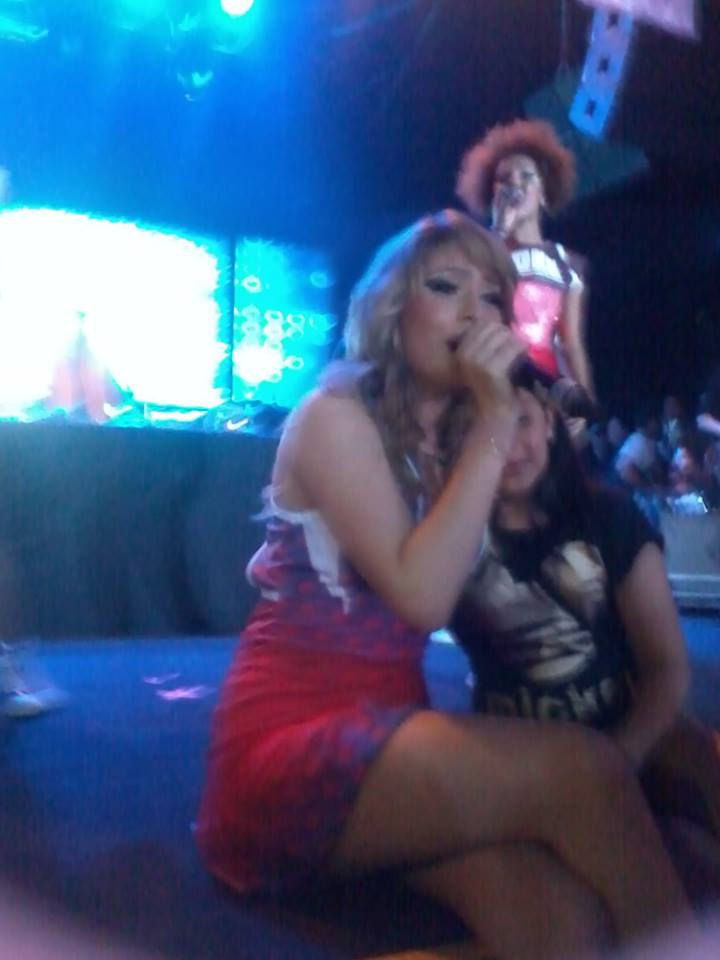
Bruna Rocha canta com fã durante show.

Pouco antes da final, uma enquete é criada no site do canal Multishow para escolher o nome do grupo dentre cinco opções sugeridas pelas integrantes: Girls, Gloss, F5, Glow e Blend. Em 2 de julho de 2013 é anunciado que o título vencedor foi Girls, com 28% dos votos. O nome foi sugerido pelas garotas por ser parte do título da canção "Run the World (Girls)", de Beyoncé, primeira música que elas dançaram no programa. Em 5 de agosto o grupo lança simultaneamente os singles,"Monkey See Monkey Do" e "Acenda a Luz" no iTunes, sendo que o lançamento nas rádios deu-se durante entrevista para o programa Pânico, da Jovem Pan. Em 6 de agosto as garotas participam do programa Agora É Tarde dando a primeira entrevista da carreira, onde também revelaram a capa do álbum e cantam "Monkey See Monkey Do". No dia 19 é lançado o single promocional, "Shake Shake". No dia seguinte, 20, o clipe de "Monkey See Monkey Do" é lançado no VEVO oficial do grupo, trazendo a direção de Alex Miranda e a participação do rapper Aggro Santos, tendo ainda o patrocínio das marcas Seda cosméticos e Chiclete Poosh!.
Em 31 de agosto as garotas realizam seu primeiro show para o grande público durante apresentação no Z Festival, onde cantaram o próprio repertório, além do cover de "We Found Love", de Rihanna, num palco projetado especialmente para o grupo. Já no dia seguinte o grupo canta no festival No Capricho, evento realizado pela Revista Capricho. Em 3 de setembro é lançado o primeiro disco do grupo, o homônio Girls, pela Sony Music. O álbum traz a participação de Negra Li na faixa "Guerreiras" e Mika em "O Mundo Dá Voltas". A produção ficou por conta de Rick Bonadio, trazendo também composições dos integrantes do NX Zero, Gee Rocha e Di Ferrero. O álbum vendeu 10 mil cópias. Em 15 de dezembro é lançado o terceiro single, "Ramón", porém o videoclipe não veio a ser gravado. Em 27 de dezembro fazem participação na faixa "Understand?", do cantor Lorenzo Carvalho. Em 20 de janeiro de 2014 a notícia de que o grupo viria a acabar começou a circular pela imprensa, embalada pelo fato do grupo ter tirado férias a algum tempo e não poder dar declarações. Em 30 do mesmo mês Rick Bonadio e a gravadora Sony Music anunciaram que não havia mais interesse em investir no grupo devido à falta de retorno e que estavam oficializando sua separação.

## Controvérsias
"Jogaram o produto sem que o público soubesse o que era. Faltaram ações, investimentos, levar essas meninas para eventos com concentração de formadores de opinião. Não dá para uma banda se segurar com referência única de um reality show de TV a cabo".

— O portal de noticias Popline sobre o ocorrido.
Em 30 de janeiro de 2014, Beth Mariani de Souza, mãe de Ani Monjardim, revelou quem sua página pessoal no Facebook que os empresários haviam decidido decretar o fim do grupo e expulsado as integrantes do apartamento onde moravam, custeado pela Sony Music, apenas com a roupa do corpo, sem deixa-las levar os demais itens pessoais, gerando grande desespero não só nas integrantes, como nas famílias envolvidas. Logo após Ani desabafou em sua página pessoal sobre o ocorrido: "Se eu soubesse que tudo isso transformaria minha vida em casa em um inferno, preferiria que outra estivesse no meu lugar".
No mesmo dia Bruna Rocha confirmou que o grupo foi demitido e não poderia continuar junto de forma independente ou buscar outra gravadora, uma vez que elas não detinham nem os direitos autorais das músicas e do nome. A notícia gerou uma publicidade negativa para Rick Bonadio e para a Sony Music, sendo acusados de esperarem resultados infundados sem investir ou divulgar o grupo corretamente.

## Integrantes
- Ani Monjardim, nascida a 4 de abril de 1994 (30 anos)[32] em Vitória, Espírito Santo. Em 2011 participou do quadro Jovens Talentos, do Programa Raul Gil, onde cantou "Can't Be Tamed", de Miley Cyrus, e "Catch Me", de Demi Lovato, antes de ser eliminada da competição.[33][34] Tem influências de Miley Cyrus, Demi Lovato e Pink.[33]

- Bruna Rocha, nascida a 27 de dezembro de 1993 (31 anos)[32] em Santo André, São Paulo.[35] Em 2010 participou do quadro Jovens Talentos, do Programa Raul Gil, onde realizou diversas apresentações até chegar na final, onde ficou em quinto lugar.[36] Em 2011 lançou seu álbum independente, Perto de Mim, retirando apenas um single, "Onde Você Está".[34] Tem influencias de Sandy, Rouge, Miley Cyrus e Taylor Swift.[37][38]

- Carol Almeida (Nega), nascida a 9 de julho de 1994 (30 anos)[32] no Rio de Janeiro. Tem influências de Luciana Mello e Sandra de Sá.[34]

- Jeniffer Nascimento, nascida a 29 de julho de 1993 (31 anos)[32] em São Paulo. Participou de alguns musicais antes do grupo, como  Hairspray, Hair e Mamma Mia.[34] Tem influências de Jennifer Hudson e Beyoncé.[39]

- Natascha Piva, nascida a 27 de junho de 1990 (34 anos)[32] em Brasília, Distrito Federal e criada em Rio Grande, no Rio Grande do Sul. Tem influências de Sandy, Alicia Keys e Corinne Bailey Rae.

## Influências
O grupo citou Spice Girls, Destiny's Child, Fifth Harmony, Rouge e Little Mix como suas influências musicais em comum.

## Discografia

### Álbuns de estúdio
| Álbum | Detalhes                                                                               | Vendas     |
| ----- | -------------------------------------------------------------------------------------- | ---------- |
| Girls | - Lançamento: 3 de setembro de 2013 - Formatos: CD, download digital - Gravadora: Sony | - : 10.000 |

### Singles
| Título                                      | Ano  | Álbum |
| ------------------------------------------- | ---- | ----- |
| "Monkey See Monkey Do" (part. Aggro Santos) | 2013 | Girls |
| "Acenda a Luz"                              | 2013 | Girls |

### Participações
| Título                                       | Ano  | Álbum |
| -------------------------------------------- | ---- | ----- |
| "Understand?" (Lorenzo Carvalho part. Girls) | 2013 | —     |

### Singles promocionais
| Título        | Ano  | Álbum |
| ------------- | ---- | ----- |
| "Shake Shake" | 2013 | Girls |

### Videoclipes
| Título                 | Ano  | Diretor       | Notas                                             |
| ---------------------- | ---- | ------------- | ------------------------------------------------- |
| "Monkey See Monkey Do" | 2013 | Alex Miranda  |                                                   |
| "Acenda a Luz"         | 2013 | Hugo Prata    |                                                   |
| "Understand?"          | 2013 | Gustavo Veiga | Artista convidado; videoclipe de Lorenzo Carvalho |

## Turnês
- 2013: Turnê Girls[41]